# Ґлінкі (Ґарволінський повіт)
Ґлінкі (пол. Glinki) — село в Польщі, у гміні Мясткув-Косьцельни Ґарволінського повіту Мазовецького воєводства.
Населення — 65 осіб (2011).
У 1975-1998 роках село належало до Седлецького воєводства.

## Демографія
Демографічна структура станом на 31 березня 2011 року:
|          | Загалом | Допрацездатний вік | Працездатний вік | Постпрацездатний вік |
| -------- | ------- | ------------------ | ---------------- | -------------------- |
| Чоловіки | 37      | 9                  | 20               | 8                    |
| Жінки    | 28      | 6                  | 12               | 10                   |
| Разом    | 65      | 15                 | 32               | 18                   |